# Luca Moroni
Luca Moroni est un joueur d'échecs italien né le 1er juillet 2000 à Desio, champion d'Italie en 2017 et 2022.
Au 1er février 2021, Moroni est le deuxième joueur italien avec un classement Elo de 2 573 points.

## Biographie et carrière

### Champion d'Italie
Moroni remporta la médaille d'argent au championnat du monde des moins de 16 ans en 2015 à Porto Carras.
Grand maître international depuis 2017, Moroni gagna le championnat d'Italie en 2017 et 2022.

### Compétitions par équipe
Luca Moroni a représenté l'Italie lors de la Coupe Mitropa en 2015, 2016 et 2018, remportant la médaille de bronze par équipe avec l'Italie en 2016 et la médaille d'or par équipe en 2018 (il jouait à chaque fois au troisième échiquier).
En 2016, il marqua 7 points sur 10  à l'échiquier de réserve lors de l'Olympiade d'échecs de 2016 et l'Italie finit 22e de la compétition. Lors de l'Olympiade d'échecs de 2018, il joua au troisième échiquier de l'équipe d'Italie.